# Athanase Apartis
Athanase Apartis (* Esmirna, 24 de octubre de 1899 -  Atenas, 1 de abril de 1972) fue un  escultor de Grecia. 

## Datos biográficos
Fue alumno de Antoine Bourdelle  en la Académie de la Grande Chaumière en el barrio de Montparnasse, que fue una escuela de arte situada en el número 14  de la rue de la Grande Chaumière en París.

## Obras
- L'homme couché (hombre tendido) , bronce de 1931[2]